# Édouard Baldus
Édouard Denis Baldus (Grünebach, Prusia, 5 de junio de 1813-Arcueil, Francia, 1889) fue un fotógrafo de paisaje, arquitectura y ferrocarril. Se nacionalizó como francés en 1856.

## Biografía
Pintor de formación, Edouard Baldus se trasladó a París en 1838 después de un viaje a Estados Unidos para perfeccionar su pintura.
Sus primeros experimentos fotográficos se remontan a finales de la década de 1840, probablemente en torno a 1848, cuando el proceso de elaboración de papel a partir de negativos, inventado por William Henry Fox Talbot, fue importado en Francia. A partir de 1851, Edouard Baldus es reconocido como uno de los pocos fotógrafos que saben imponer una sensibilidad estética de su arte cuyos temas son esencialmente elementos de la arquitectura y las vistas urbanas. También es uno de los cinco artistas seleccionados por la Comisión de Monumentos Históricos de la Sociedad Heliográfica, una agencia del gobierno, para llevar a cabo las tareas de  estudio fotográfico del patrimonio arquitectónico, con especial énfasis en la restauración de monumentos. Baldus fue enviado a algunas zonas de París y a otras del sur como Fontainebleau, Borgoña, el Valle del Ródano, Arlés y Nimes.
En 1855, el barón James de Rothschild encargó a Baldus hacer una serie de fotografías para ser utilizadas como parte de un álbum que iba a ser un regalo a la reina Victoria y el príncipe Alberto como recuerdo de su visita a Francia ese año y a la Exposición Universal. El álbum sigue siendo uno de los tesoros de la Biblioteca Real en el Castillo de Windsor.  En 1856 fotografía la destrucción causada por las lluvias torrenciales y ríos desbordados en Lyon, Aviñón y Tarascon.
Fotografió el conjunto de Francia, en particular sus monumentos así como las obras ferroviarias de la época. A pesar de la naturaleza documental de muchas de sus asignaciones, Baldus no era purista cuando se trataba de la técnica. Así entre 1850 y 1855 estuvo utilizando el calotipo con buenos resultados. A menudo retocaba en sus negativos los edificios y los árboles, o ponía las nubes en un cielo blanco; en uno de impresión desde 1851, monta fragmentos de 10 negativos diferentes para crear una impresión del claustro medieval de la iglesia de San Trófimo, en Arlés.
En 1857 es nombrado miembro de la Sociedad Francesa de Fotografía. También participó en la Exposición Universal de Londres y de París en 1867; y publicó varios artículos en la revista La Lumière, publicada por Benito de Monfort. Sin embargo, su actividad fotográfica sólo duró quince años, entre 1849 y 1874, ya que al introducirse la reproducción fotomecánica de los paisajes abandonó su actividad comercial.